# Østrigs Grand Prix 2021
Østrigs Grand Prix 2021 (officielt navn: Formula 1 BWT Großer Preis von Österreich 2021) var et Formel 1-løb, som blev kørt den 4. juli 2021 på Red Bull Ring i Spielberg, Østrig. Det var det niende løb i Formel 1-sæsonen 2021, og 35. gang Østrigs Grand Prix blev arrangeret.

## Kvalifikation
| Pos.               | Nr. | Kører              | Konstruktør           | Del 1    | Del 2    | Del 3    | Grid |
| ------------------ | --- | ------------------ | --------------------- | -------- | -------- | -------- | ---- |
| 1                  | 33  | Max Verstappen     | Red Bull Racing-Honda | 1.04,249 | 1.03,927 | 1.03,720 | 1    |
| 2                  | 4   | Lando Norris       | McLaren-Mercedes      | 1.04,345 | 1.04,415 | 1.03,768 | 2    |
| 3                  | 11  | Sergio Pérez       | Red Bull Racing-Honda | 1.04,833 | 1.04,483 | 1.03,990 | 3    |
| 4                  | 44  | Lewis Hamilton     | Mercedes              | 1.04,506 | 1.04,258 | 1.04,014 | 4    |
| 5                  | 77  | Valtteri Bottas    | Mercedes              | 1.04,563 | 1.04,376 | 1.04,049 | 5    |
| 6                  | 10  | Pierre Gasly       | AlphaTauri-Honda      | 1.04,841 | 1.04,412 | 1.04,107 | 6    |
| 7                  | 22  | Yuki Tsunoda       | AlphaTauri-Honda      | 1.04,967 | 1.04,518 | 1.04,273 | 7    |
| 8                  | 5   | Sebastian Vettel   | Aston Martin-Mercedes | 1.04,846 | 1.04,493 | 1.04,570 | 111  |
| 9                  | 63  | George Russell     | Williams-Mercedes     | 1.04,907 | 1.04,553 | 1.04,591 | 8    |
| 10                 | 18  | Lance Stroll       | Aston Martin-Mercedes | 1.04,927 | 1.04,547 | 1.04,618 | 9    |
| 11                 | 55  | Carlos Sainz, Jr.  | Ferrari               | 1.04,596 | 1.04,559 | N/A      | 10   |
| 12                 | 16  | Charles Leclerc    | Ferrari               | 1.04,906 | 1.04,600 | N/A      | 12   |
| 13                 | 3   | Daniel Ricciardo   | McLaren-Mercedes      | 1.04,977 | 1.04,719 | N/A      | 13   |
| 14                 | 14  | Fernando Alonso    | Alpine-Renault        | 1.04,472 | 1.04,856 | N/A      | 14   |
| 15                 | 99  | Antonio Giovinazzi | Alfa Romeo-Ferrari    | 1.04,782 | 1.05,083 | N/A      | 15   |
| 16                 | 7   | Kimi Räikkönen     | Alfa Romeo-Ferrari    | 1.05,009 | N/A      | N/A      | 16   |
| 17                 | 31  | Esteban Ocon       | Alpine-Renault        | 1.05,051 | N/A      | N/A      | 17   |
| 18                 | 6   | Nicholas Latifi    | Williams-Mercedes     | 1.05,195 | N/A      | N/A      | 18   |
| 19                 | 47  | Mick Schumacher    | Haas-Ferrari          | 1.05,427 | N/A      | N/A      | 19   |
| 20                 | 9   | Nikita Masepin     | Haas-Ferrari          | 1.05,951 | N/A      | N/A      | 20   |
| 107%-tid: 1:08.746 |     |                    |                       |          |          |          |      |
| Kilde:             |     |                    |                       |          |          |          |      |

Noter:
↑1 - Sebastian Vettel blev givet en 3-plads straf for at køre i vejen for Fernando Alonso i løbet af kvalifikationen.

## Resultat
| Pos.                                                               | Nr. | Kører              | Konstruktør           | Omgange | Tid/Udgået  | Startpos. | Point |
| ------------------------------------------------------------------ | --- | ------------------ | --------------------- | ------- | ----------- | --------- | ----- |
| 1                                                                  | 33  | Max Verstappen     | Red Bull Racing-Honda | 71      | 1:23.54,513 | 1         | 261   |
| 2                                                                  | 77  | Valtteri Bottas    | Mercedes              | 71      | +17,973     | 5         | 18    |
| 3                                                                  | 4   | Lando Norris       | McLaren-Mercedes      | 71      | +20,019     | 2         | 15    |
| 4                                                                  | 44  | Lewis Hamilton     | Mercedes              | 71      | +46,452     | 4         | 12    |
| 5                                                                  | 55  | Carlos Sainz, Jr.  | Ferrari               | 71      | +57,144     | 10        | 10    |
| 6                                                                  | 11  | Sergio Pérez       | Red Bull Racing-Honda | 71      | +57,9152    | 3         | 8     |
| 7                                                                  | 3   | Daniel Ricciardo   | McLaren-Mercedes      | 71      | +1.00,395   | 13        | 6     |
| 8                                                                  | 16  | Charles Leclerc    | Ferrari               | 71      | +1.01,195   | 12        | 4     |
| 9                                                                  | 10  | Pierre Gasly       | AlphaTauri-Honda      | 71      | +1.01,844   | 6         | 2     |
| 10                                                                 | 14  | Fernando Alonso    | Alpine-Renault        | 70      | +1 omgang   | 14        | 1     |
| 11                                                                 | 63  | George Russell     | Williams-Mercedes     | 70      | +1 omgang   | 8         |       |
| 12                                                                 | 22  | Yuki Tsunoda       | AlphaTauri-Honda      | 70      | +1 omgang3  | 7         |       |
| 13                                                                 | 18  | Lance Stroll       | Aston Martin-Mercedes | 70      | +1 omgang4  | 9         |       |
| 14                                                                 | 99  | Antonio Giovinazzi | Alfa Romeo-Ferrari    | 70      | +1 omgang   | 15        |       |
| 15                                                                 | 7   | Kimi Räikkönen     | Alfa Romeo-Ferrari    | 70      | +1 omgang5  | 16        |       |
| 16                                                                 | 6   | Nicholas Latifi    | Williams-Mercedes     | 70      | +1 omgang6  | 18        |       |
| 177                                                                | 5   | Sebastian Vettel   | Aston Martin-Mercedes | 69      | Sammenstød  | 11        |       |
| 18                                                                 | 47  | Mick Schumacher    | Haas-Ferrari          | 69      | +2 omgange  | 19        |       |
| 19                                                                 | 9   | Nikita Masepin     | Haas-Ferrari          | 69      | +2 omgange8 | 20        |       |
| Ret                                                                | 31  | Esteban Ocon       | Alpine-Renault        | 0       | Sammenstød  | 17        |       |
| Hurtigste omgang: Max Verstappen (Red Bull) - 1.06,200 (omgang 62) |     |                    |                       |         |             |           |       |
| Kilde:                                                             |     |                    |                       |         |             |           |       |

Noter:
↑1 - Inkluderer point for hurtigste omgang.
↑2 - Sergio Pérez blev givet en 10-sekunders straf for at tvinge Charles Leclerc af banen to gange.
↑3 - Yuki Tsunoda blev givet en 5-sekunders straf for at krydse den hvide linje da han kørte ud fra pit lane.
↑4 - Lance Stroll blev givet en 5-sekunders straf for at køre for hurtigt i pit lane.
↑5 - Kimi Räikkönen blev givet en 20-sekunders straf for at være skyld i et sammenstød med Sebastian Vettel.
↑6 - Nicholas Latifi blev givet en 30-sekunders straf for at ikke respektere gule flag.
↑7 - Sebastian Vettel udgik af ræset, men blev klassificeret som færdiggjort, i det at han havde kørt mere end 90% af løbsdistancen.
↑8 - Nikita Masepin blev givet en 30-sekunders straf for at ikke respektere gule flag.

## Stilling i mesterskaberne efter løbet
| Pos. | Kører           | Point |
| ---- | --------------- | ----- |
| 1    | Max Verstappen  | 182   |
| 2    | Lewis Hamilton  | 150   |
| 3    | Sergio Pérez    | 104   |
| 4    | Lando Norris    | 101   |
| 5    | Valtteri Bottas | 92    |

| Pos. | Konstruktør      | Point |
| ---- | ---------------- | ----- |
| 1    | Red Bull-Honda   | 286   |
| 2    | Mercedes         | 242   |
| 3    | McLaren-Mercedes | 141   |
| 4    | Ferrari          | 122   |
| 5    | AlphaTauri-Honda | 48    |